# 布鲁斯伯里圣乔治教堂
聖喬治教堂（St George's）是位於英國康登倫敦自治市布盧姆茨伯里的一座教堂。聖喬治教堂奉獻於1730年1月28日。維多利亞時代的小說家安東尼·特洛勒普於1824年在這裡受洗。2006年，聖喬治教堂曾一度關閉進行修繕，但已經在同年10月恢復開放。

## 外部連結
- Official website （页面存档备份，存于）
- Images of St George's, Bloomsbury （页面存档备份，存于）
- Sunday Times article regarding the restoration[]
- Museum of Comedy （页面存档备份，存于）

51°31′03.23″N 00°07′28.78″W / 51.5175639°N 0.1246611°W